# Código Serial del Contenedor de Envío
El Código Serial del Contenedor de Envío de  (SSCC) es un número de 18 dígitos utilizado para identificar unidades de logística.  Para automatizar el proceso de lectura, el SSCC es frecuentemente codificado en un Código de Barras, generalmente GS1-128, y también puede ser codificado en una etiqueta RFID. Es utilizado en transacciones de comercio electrónico.
El SSCC tiene :
- 1 dígito: Puede ser de 0 a 9, . Es conocido como dígito de extensión para la empresa.
- De 7 a 10 dígitos: parte fija del código. El prefijo GS1 de la empresa.
- De 6 a 9 dígitos: Es un número secuencial.
- 1 dígito: Es el dígito de control.

El SSCC todo numérico.
Es aplicable al nivel terciario de embalaje.
El SSCC es generalmente utilizado en el aviso de barco del avance (ASN) transacción EDI . 